# Karpindolol
Karpindolol je beta blokator.